# Joanna Geldof
Joanna Geldof (Wilrijk, 28 februari 1927 – Wemmel, 29 maart 1998) was een Vlaamse actrice en producer. Soms werd ze ook Jeanne Geldof genoemd.
Ze was onder meer bekend door haar rol als Oude Els in De Partizanen, een oorlogsserie met Limburg als locatie. Ze speelde in 1995 nog een gastrol in F.C. De Kampioenen als Barbara Boma, de zus van Balthasar Boma. In 1997 speelde ze nog de rol van Karlien in Terug naar Oosterdonk.
Bij de VRT was ze naast een hele reeks rollen in televisiefilms en televisieseries tussen 1959 en 1997 ook actief als producer van meerdere producties waaronder de 1977-versie van Slisse & Cesar, De kolderbrigade, de televisieserie over Adriaen Brouwer en de reeks Alfa Papa Tango.
Op de planken bracht Joanna Geldof in 1996 de monoloog "Jitta" gebaseerd op de roman "In ballingschap" van Elisabeth Marain in een productie van theater Arca. Ze speelde eerder ook in producties van de Koninklijke Vlaamse Schouwburg en Theater Arena.